# Babyshambles
Babyshambles (Бэйбишэ́мблс) — английская инди-рок-группа, образованная в Лондоне вокалистом, гитаристом и автором Питом Доэрти (Pete Doherty), который стал одной из самых популярных персон в британском шоу-бизнесе, когда возглавил рок-группу The Libertines.

## История

### The Libertines
В конце 90-х Пит Доэрти вместе с Карлом Баратом (Carl Barat) основали инди-группу The Libertines. В 2002 году она выпустила 2 сингла и альбом Up the Bracket. Доэрти начал принимать тяжёлые наркотики, что в конечном счёте привело к ссоре с командой. Во время гастролей в Японии, когда Карл взял на себя обязанности Доэрти из-за его недееспособности, Пит вломился в его квартиру, и вынес ценные вещи. Через 2 месяца Доэрти вышел из тюрьмы. Карл лично его встретил и простил, они начали работу над альбомом «The Libertines», однако после очередной ссоры Доэрти покинул группу, которая закончила альбом без него. Что интересно, обложкой альбома стала фотография, сделанная в вечер примирения Карла и Пита после его выхода из тюрьмы.

### Игра на два поля
Пит Доэрти решил сам распоряжаться своей творческой судьбой и собрал новую команду, которую сначала назвал тем же именем Libertines, но потом всё-таки согласился переименовать её в Babyshambles. Первое время Доэрти пытался работать на два проекта одновременно, но в апреле 2004 года новый проект Пита Доэрти официально заявил о своём существовании, представив дебютный сингл «Baby Shambles», вышедший ограниченно. Карл Барат заявил, что Пит покинул The Libertines.

### Babyshambles
После того, как Пит полностью посвятил себя новой группе, концерты Babyshambles стали пользоваться успехом не только у фанатов, но и у музыкальных критиков. Второй сингл Babyshambles «Killamangiro» в ноябре 2004 поднялся уже до восьмой позиции в чартах, а третий, «Fuck Forever», в начале 2005-го финишировал в первой пятёрке британских хитов. Такого горячего отклика меломанов не получал ни один из релизов Libertines. В 2005 году появился дебютный альбом группы «Down in Albion». В 2006 вышел мини-альбом The Blinding. Одноимённая песня также была выпущена в виде сингла. В 2007 году, увидел свет следующий альбом группы «Shotter’s Nation»

## Дискография
- 2005 — Down in Albion
- 2006 — The Blinding EP
- 2007 — Shotter’s Nation
- 2008 — Oh! What a Lovely Tour
- 2013 — Sequel to the Prequel